# Jeremy Corbyn
Jeremy Bernard Corbyn (Chippenham in Wiltshire, 26 mei 1949) is een Brits politicus. Hij werd in 1983 namens de Labour Party lid van het Lagerhuis voor het district Islington North.  Sinds 2024 is hij onafhankelijk Lagerhuislid. 
Hij werd gerekend tot de linkervleugel van Labour en hield zich met regelmaat niet aan de steminstructies van zijn partij, die -tegen zijn zin- sinds de jaren negentig van de twintigste eeuw een meer gematigde koers was gaan varen. Hij is een voorstander van hernationalisatie van nutsbedrijven en de spoorwegen, is tegen privatisering van de National Health Service en onderhield als parlementariër contacten met bewegingen als Sinn Féin en Hamas.
In 2015 werd Corbyn vrij onverwacht gekozen tot leider van de Labour Party. Bij de Lagerhuisverkiezingen van 2017, de eerste waaraan Labour onder Corbyns leiderschap deelnam, wist de partij met succes een jonge achterban aan zich te binden. Met het meest linkse program sinds decennia behaalde Labour zijn hoogste percentage stemmen sinds 1997. Dit succes werd niet herhaald in de Lagerhuisverkiezingen van 2019 waarbij Labour veel zetels verloor, met name in kiesdistricten die traditioneel Labour stemden. Corbyn trad af al partijleider en werd opgevolgd door Keir Starmer. Corbyn kreeg de kritiek dat hij er als partijleider niet in geslaagd was een duidelijk Labour-standpunt over Brexit naar voren te brengen en te weinig daadkracht had getoond in zijn reactie op beschuldigingen van structureel antisemitisme binnen de partij.
Corbyn werd in 2020 korte tijd geschorst als lid van de Labour Party nadat hij had beweerd dat de omvang van antisemitisme binnen de partij bewust overdreven was door politieke tegenstanders en een bepaalde pers. De schorsing werd na een maand opgeheven, maar Corbyn werd door zijn opvolger Keir Starmer niet meer toegelaten tot de Labourfractie. In mei 2024 werd hij geroyeerd als lid omdat hij zich als onafhankelijke kandidaat in Islington North, het kiesdistrict waar hij sinds 1983 telkens was verkozen, tegen de officiële Labour-kandidaat in, had opgesteld voor de Lagerhuisverkiezingen. Hij werd daar, zoals verwacht, met een ruime meerderheid herkozen. In juli 2025 maakte Corbyn bekend dat hij het plan had om een nieuwe politieke partij op te richten, die dezelfde principes zou hanteren die hij altijd heeft gehuldigd: 'social justice, human rights and peace' (sociale rechtvaardigheid, mensenrechten en vrede).

## Levensloop
Corbyn werd geboren in Chippenham in Wiltshire als jongste van vier zonen. Vader David was elektrotechnicus, moeder Naomi (geboren Josling) lerares wiskunde aan een bekende Engelse middelbare school. Zijn ouders waren vredesactivisten en leerden elkaar in de jaren dertig kennen op een bijeenkomst in Londen in solidariteit met de linkse republikeinse oppositie tegen generaal Franco ten tijde van de Spaanse Burgeroorlog. Zijn twee jaar oudere broer is  Piers Corbyn, een bekende maar controversiële weersvoorspeller. Op zijn zevende verhuisde de familie naar Newport, graafschap Shropshire in de West Midlands, waar Jeremy de Adams' Grammar School bezocht en zijn eerste stappen in de lokale politiek zette.
Corbyn is geheelonthouder en werd op zijn twintigste, nadat hij op een varkensboerderij had gewerkt, ook vegetariër. Corbyn is supporter van de Londense voetbalploeg Arsenal en is  zeer betrokken bij het sociale middenveld van zijn woonomgeving.
Corbyn is driemaal getrouwd. Zijn eerste vrouw was een collega-raadslid in Haringey. Met zijn tweede echtgenote, een Chileense bannelinge, heeft hij drie zonen. Ze scheidden na twaalf jaar huwelijk; aanleiding was haar keuze om de kinderen naar een grammar school te sturen, en niet een algemene middelbare school. In 2015 trad hij in het huwelijk met de uit Mexico afkomstige Laura Álvarez, die importeur is van fairtradekoffie.
Corbyn was na zijn middelbareschoolopleiding twee jaar werkzaam in Jamaica voor de ontwikkelingsorganisatie Voluntary Service Overseas. Terug in Groot-Brittannië werkte hij voor Britse vakbonden en van 1974 tot 1984 was hij raadslid in de Londense deelgemeente Haringey, totdat hij lid werd van het Lagerhuis.

## Politieke loopbaan

### Tot 2015
Corbyn is sinds 1983 lid van het Lagerhuis als afgevaardigde van het kiesdistrict Islington North in het noorden van de Britse hoofdstad. Hij werd vanaf het begin gezien als een van de meest linkse Labourparlementariërs, onder meer omdat hij naast en buiten zijn parlementair werk actief bleef voor zijn idealen en ook daar vooraan stond in de strijd  tegen het Thatcherisme en het neo-liberalisme van de Conservatieve Partij. Kort na zijn eerste verkiezing begon hij een wekelijkse column in de linkse krant Morning Star, die hij nog steeds schrijft.
Hij voerde campagne tegen apartheid in Zuid-Afrika, steunde de Britse mijnwerkers tijdens hun stakingen in 1984-1985 en was een tegenstander van de controversiële Poll Tax. Hij is voor een verenigd Ierland en had contact met Sinn Féin poltici die ook actief waren in de IRA.
In de periode van 1997 tot 2010, toen Labour in de regering zat, werd Corbyn het vaakst rebellerende socialistisch Lagerhuislid. In totaal stemde hij in deze periode 428 keer tegen de partijlijn.  
In 2001 werd hij verkozen tot voorzitter van de Stop the War Coalition, die actievoerde tegen de oorlog in Afghanistan. In 2003 uitte hij zich scherp tegen de oorlog in Irak; Corbyn voerde het woord op bijeenkomsten in binnen- en buitenland. Hij nam in februari 2003 ook deel aan de grootste anti-oorlogsmars in Groot-Brittannië ooit, die onderdeel was van een wereldwijde protestcampagne tegen de dreigende oorlog in Irak. In oktober 2006 steunde hij met elf rebellerende Labour-Lagerhuisleden het initiatief van de Schotse en Welshe nationalisten voor een openbaar onderzoek naar de rol van de Britse overheid in de Irakoorlog.
Corbyn wordt gesteund door Britse vakbonden, waaronder die van de ambtenaren, de spoorwegen, de transportarbeiders en de metaalbewerkers. Hij toonde zich herhaaldelijk met hun steun een fervent antifascistisch tegenstander van de Britse Nationale Partij (BNP).

### Partijleiderschap

#### Verkiezing
Op 6 juni 2015 stelde Corbyn zich ook kandidaat voor het leiderschap van zijn partij. Volgens verschillende peilingen was Corbyn al snel koploper in de strijd om het leiderschap van zijn partij. Hij werd aanvankelijk gezien als buitenstaander maar bleek op veel steun te kunnen rekenen van jongeren, vakbonden en de traditionele Labour-achterban. Volgens de oud-Labourleiders Neil Kinnock, Tony Blair en Gordon Brown zou Labour onder het leiderschap van Corbyn te gronde gaan. Corbyn wordt door het establishment van zijn partij en een deel van de pers steeds opnieuw omschreven als een vertegenwoordiger van Old Labour, kandidaat van de vakbonden en marxist. Met zijn radicaal-linkse koers zou Labour geen kans kunnen maken tegen de Conservatieven.
Op 12 september 2015 werd Corbyn echter met 59,5% (251.417) van de stemmen gekozen tot nieuwe partijleider. Hij behaalde daarbij een hoger percentage stemmen dan Blair in 1994 (57%). Een maand later werd vanuit zijn campagnegroep de beweging (People's) Momentum opgericht, die zich onder andere ten doel stelt de Labourpartij intern te democratiseren.
Opvallend was dat in de nieuwe kiesprocedure de rechtstreekse invloed van de vakbonden was teruggeschroefd ten voordele van de individuele leden en geregistreerde sympathisanten ("One Man One Vote"). Er was dan ook een aanzienlijke groei van het aantal stemmers voor deze verkiezingen, waaronder veel jongeren. Na ruim één jaar was er een opvallende groei van het aantal Labour-leden, met name in universiteitssteden. Driehonderdduizend nieuwe leden kochten een partijkaart, wat een verdubbeling van het ledental betekende. Labour werd daardoor de grootste sociaaldemocratische partij in Europa.

#### Brexit
Op 23 juni 2016 koos een meerderheid van de stemgerechtigden in het Verenigd Koninkrijk er in een door het parlement georganiseerd landelijk referendum voor om uit de Europese Unie te treden. Toen duidelijk werd dat het brexit-kamp het referendum nipt had gewonnen, deelde Corbyn mee aan te zullen blijven als Labour-leider. Op 25 juni, twee dagen na het referendum, schreven twee vooraanstaande Lagerhuis-leden hem een brief waarin ze aankondigden een motie van wantrouwen te zullen indienen. Ook schaduwminister voor Buitenlandse Zaken Hilary Benn had openlijk zijn vertrouwen in Corbyn opgezegd, waarop de oppositieleider Benn ontsloeg uit zijn schaduwkabinet. Meerdere Lagerhuis-leden van Labour, onder wie tal van leden van zijn schaduwkabinet, bleven daarna aangeven dat de Labourleider zich onvoldoende had ingezet om een Brexit te voorkomen en verlangden eveneens dat hij zou aftreden. Toen Corbyn dat weigerde, traden uiteindelijk 23 van de 31 leden van zijn schaduwkabinet af, uit protest. Zes dagen na de uitslag verloor hij de informele motie van wantrouwen met 172 tegen 40 stemmen van Labour parlementsleden. Corbyn weigerde de uitslag van de stemming te accepteren en beriep zich erop dat hij door de partijleden was gekozen en niet door de Labourparlementariërs. Ook de conservatieve premier David Cameron bemoeide zich met de kwestie door hem op 29 juni 2016 tijdens een vragenuur in het Lagerhuis op te roepen zijn leiderschap neer te leggen. Tijdens zijn laatste optreden als premier in het Lagerhuis, op 13 juli 2016, liet Cameron zich opnieuw erg laatdunkend uit over de Labourleider, die hij overigens al op de dag na zijn verkiezing tot oppositieleider een bedreiging voor de nationale veiligheid en de economische stabiliteit had genoemd, op basis van diens opvattingen over defensie en fiscale politiek.
Omdat Corbyn, die een grote aanhang had onder de Labourleden, niet van plan was uit zichzelf op te stappen, organiseerde Labour een leiderschapsverkiezing onder de partijleden en sympathisanten waarbij Owen Smith zijn enige uitdager werd nadat Angela Eagle zich had teruggetrokken. De uitkomst op 24 september 2016 was dat Corbyn met een ruime meerderheid van 61,8% (313.209) van de uitgebrachte stemmen (bij een opkomst van 77%) werd herbevestigd als leider van de Labourpartij.

#### Verkiezingen 2017
Bij de Lagerhuisverkiezingen van 2017, de eerste waaraan Labour onder Corbyns leiderschap deelnam, wist de partij met succes een jonge achterban aan zich te binden. Met het meest linkse programma sinds decennia behaalde Labour zijn hoogste percentage stemmen sinds 1997.
In februari 2019 verlieten zeven Lagerhuisleden, Chuka Umunna, Luciana Berger, Chris Leslie, Angela Smith, Mike Gapes, Gavin Shuker en Ann Coffey de fractie van Labour uit onvrede over de opstelling van Corbyn over de Brexit en het antisemitisme in de partij. Ze vormden een nieuwe fractie: the Independent Group´´.

#### Verkiezingen 2019
De Lagerhuisverkiezingen van 2019  stonden bekend als 'de Brexit-verkiezingen'. Het ging om tussentijdse verkiezingen die werden uitgeschreven toen regering en Lagerhuis geen overeenstemming konden bereiken over het Britse vertrek uit de Europese Unie (Brexit). De relatie met de Europese Unie was volgens de kiezers ook het belangrijkste thema.  De verkiezingen leverden winst op voor de Conservatieven, die met 365 van de 650 zetels een ruime meerderheid veroverden. Ook de Scottish National Party behaalde winst; Labour verloor 60 zetels.  De Conservatieven behaalden vooral winst in traditioneel Labour stemmende districten in Noord-Engeland en Wales, waar de kiezers in 2016 bij het referendum over het lidmaatschap van de EU vóór vertrek uit de EU hadden gestemd. In een reactie op het grote verlies liet Corbyn weten dat hij bij de volgende Lagerhuisverkiezingen geen partijleider meer zou zijn. Hij trad niet direct af omdat hij richting wilde geven aan de herbezinning binnen de partij. Op 4 april 2020 werd Corbyn na een leiderschapsverkiezing als partijleider opgevolgd door Keir Starmer.

## Periode na het leiderschap
De Equalities and Human Rights Commission (Commissie voor gelijkheid en mensenrechten) concludeerde in oktober 2020 dat er binnen de Labour Party sprake was geweest van antisemitische intimidatie en discriminatie. In een reactie zei Corbyn dat het probleem door zijn politieke tegenstanders en de media als groter werd voorgedaan dan het in werkelijkheid was. De partijleiding schorste Corbyn daarop als lid en gelaste een onderzoek. Een maand later werd de schorsing van het partijlidmaatschap opgeheven. Corbyn werd echter niet weer opgenomen in de Labourfractie in het Lagerhuis, en zou zich niet namens Labour kandidaat mogen stellen bij toekomstige Lagerhuisverkiezingen. In mei 2024 werd hij weer geschorst als lid omdat hij zich toch als onafhankelijke in zijn kiesdistrict Islington North kandidaat had gesteld voor de Lagerhuisverkiezingen van 4 juli 2024. Hij werd daar ook gekozen.
Op 24 juli 2025 maakte Corbyn bekend dat hij het plan had om een nieuwe politieke partij op te richten. De partij -voorlopig Your Party-  zal socialistische standpunten hebben en zich richten op linkse kiezers. Zara Sultana en Jeremy Corbyn, beiden ex-Labour, vroegen via een oproep medestanders op om zich aan te melden.

## Politieke standpunten
Corbyn omschrijft zichzelf als een "democratisch socialist" en is lid van de linkse Socialist Campaign Group van Labourparlementsleden, opgericht door Tony Benn. Corbyn werkte in 1981 mee aan de campagne voor de verkiezing van Benn (ook gekend als Viscount Stansgate) tot vicevoorzitter van de Labourpartij, die Benn nipt verloor en die de directe aanleiding was tot het ontstaan van de Socialist Campaign Group. Hij was steeds een uitgesproken opponent van New Labour en Tony Blair.
Corbyn pleit voor hernationalisatie van nutsbedrijven en de spoorwegen. Het bestrijden van belastingontduiking door ondernemingen ziet hij als een alternatief voor bezuinigingen. Hij is ook lid van Amnesty International en vooraanstaand lid van de Stop the War Coalition, die in Groot-Brittannië campagne voert tegen wat gezien wordt als onrechtvaardige oorlogen. Corbyn is ook voorstander van eenzijdige nucleaire ontwapening en wil het Tridentprogramma afschaffen.
Corbyn wordt wel bekritiseerd vanwege zijn contacten met militante groeperingen als Hamas en Sinn Féin. Bovendien zou hij ongeoorloofde relaties onderhouden met antisemieten, maar dat wordt – ook door anderen – ontkend: als lid van de Palestinian Solidarity Campaign maakt hij een scherp onderscheid tussen het racistisch antisemitisme en het ideologisch veroordelen van het zionisme.
Hij werd in de jaren tachtig bekend door zijn inzet voor de Birmingham Six en de Guildford Four, van wie pas na jaren aangetoond kon worden dat ze op grond van (onder meer door geweld verkregen) vals bewijs waren veroordeeld voor een reeks IRA-bomaanslagen op Engelse pubs in de jaren zeventig, waarbij in totaal 28 doden en een tienvoud aan gewonden vielen.
Hij is voorstander van de verdere uitbouw van de National Health Service (NHS) naar een overheidsinstelling die volledig verantwoording verschuldigd is aan het publiek. Hij uitte zich op Twitter voor de erkenning van homeopathie en wil dat de regering zich in dit opzicht zou spiegelen aan landen als India, waar homeopathie in de gezondheidszorg wordt erkend.
Corbyn voerde campagne voor het afschaffen van het collegegeld in Engeland. Hij steunde de invoering van een minimumloon in 1998, staat voor een wettelijk "living wage" en pleit voor belastingverhoging voor de rijken en het verhogen van de vennootschapsbelasting om zo publieke diensten te bekostigen.
Hij is voorstander van een verenigd Ierland en nodigde in 1984 de controversiële Sinn Féin-voorzitter Gerry Adams uit om naar Londen te komen. Een tweede ontmoeting in 1996 werd geannuleerd op aandringen van de Labour Party.
Corbyn heeft een persoonlijke voorkeur voor Groot-Brittannië als republiek, maar vindt dit geen dringend punt voor de politieke agenda. In 1991 steunde hij de Commonwealth of Britain Bill, een wetsvoorstel dat werd voorgedragen door Labourparlementslid Tony Benn. Dit voorstel riep op om Groot-Brittannië te hervormen tot een "democratic, federal and secular Commonwealth of Britain" ("democratisch, federaal en seculier Gemenebest van [Groot-]Brittannië"). Deze wet zou uitgaan van een gekozen president, devolutie (spreiding van staatsmacht naar delen van het huidige Verenigd Koninkrijk), afschaffing van het Hogerhuis en een gelijke vertegenwoordiging van mannen en vrouwen in het Parlement.

## Conflicten met de pers
De Britse pers had al vanaf zijn eerste verkiezing tot Labourleider een problematische relatie met Corbyn. Uit onderzoek van de onafhankelijke Media Reform Coalition naar berichtgeving in zijn eerste week als partijleider blijkt dat de kranten, The Sun en The Daily Mail voorop, uitermate negatief over hem berichtten (60% negatieve berichten in een totaal van 494 onderzochte artikelen; 27% was neutraal, 13% positief). De nieuwsberichten waren daarbij nog vaker negatief van toon dan de redactionele commentaren. De onderzoekers wijten dit aan het oligopolie van drie bedrijven dat 70% van de Britse kranten in handen heeft. Een grotere studie van de London School of Economics concludeerde dat zowel de broadsheets (kwaliteitskranten) als de tabloids (boulevardbladen) systematisch met 'hoon en minachting' over Corbyn berichtten, de rechtse pers voorop, terwijl Corbyns eigen stem in de pers grotendeels ontbrak.
Ook de BBC is onder vuur komen te liggen door haar berichtgeving, met name nadat de aankondiging van het aftreden van schaduwminister Stephen Doughty (na de brexit) door de BBC geregisseerd bleek te zijn. Een oud-voorzitter van toezichthouder BBC Trust heeft gesuggereerd dat de omroep onder druk van de regering besloten heeft Corbyn aan te vallen. Een petitie die de BBC opriep om David Cameron voortaan aan te duiden als "de rechtse premier", naar analogie van "de linkse Labour-leider" (zoals ze Corbyn bestempelt), werd zo'n vijftigduizend keer ondertekend.
De sfeer tussen de pers in het algemeen en de Labour-leider in het bijzonder blijft echter troebel. Beschuldigingen over antisemitisme en de vermeende halfslachtige houding van Corbyn om in zijn partij hiertegen op te treden, duiken met regelmaat op in de pers. Tabloid The Daily Mail kwam in augustus 2018 op haar voorpagina met foto's die suggereren dat Corbyn in 2014 in Tunesië deel had genomen aan een Palestijnse herdenking van de aanslagplegers van Zwarte September, die het Bloedbad van München hadden aangericht, en een krans legde op hun graf.
Labour wenste zich ook nu te verdedigen tegen deze zware beschuldiging, maar ging in de aanval toen de Israëlische premier Benjamin Netanyahu er zich mee ging bemoeien en Corbyn bekritiseerde. De partij diende een klacht in bij perswaakhond IPSO, waarin Labour en Corbyn stellen dat de identiteit van de personen in de graven incorrect is weergegeven door dagbladen The Sun, The Times, The Telegraph, The Daily Mail, The Express en Metro. Deze klachten heeft Labour later dat jaar laten vallen.